# Sakura no kisetsu
Sakura no kisetsu (さくらの季節? lett. "La stagione dei ciliegi'") è una visual novel giapponese della JAST, pubblicata in Giappone dalla Tiara il 26 aprile 1996 per PC-98 e il 18 febbraio 1997 per Windows. La versione inglese è stata pubblicata per MS-DOS dalla JAST USA con il titolo Season of the Sakura, quindi riproposta in una riedizione per Windows insieme a San shimai e Meisō toshi nella JAST USA Memorial Collection.
È largamente considerata una delle migliori visual novel, a dispetto della grafica e del sonoro ormai antiquati. La popolarità può essere attribuita ai personaggi ben costruiti, ambientazioni evocative e all'alto valore di replay.
È inoltre da notare un voluto riferimento ad alcuni anime molto popolari, tra cui Neon Genesis Evangelion, Magic Knight Rayearth e Saint Tail: ognuna delle ragazze ha una straordinaria somiglianza con le protagoniste di questi anime e, nella maggior parte dei casi, anche una personalità molto simile. Nel gioco fa un cameo Rin Watanabe, un personaggio di un'altra visual novel presente anche nella JAST USA Memorial Collection, Meisō toshi.

## Trama
(L'inizio del gioco)
È aprile e i ciliegi sono in fiore. Shuji Yamagami, uno studente al primo anno, incontra otto ragazze durante il corso dell'anno, alcune delle quali si invaghiscono di lui e cercano di farlo entrare nel loro club sportivo. Il tempo nel frattempo passa, e le vicende si spostano prima a un campeggio, poi al mare, fino ad arrivare a natale, capodanno e infine alla conclusione dell'anno scolastico a marzo, con la nuova fioritura dei ciliegi e le scelte di Shuji.

## Modalità di gioco
La modalità di gioco è quella delle visual novel del periodo, in cui il testo si alterna ad un menu da cui, di solito, sono possibili le tre azioni LOOK-THINK-TALK (guarda, pensa, parla), dopo le quali si accede a un sottomenu dove si decide dove rivolgere l'azione (un ambiente, una persona ecc...). Le scelte che porteranno a un dato finale sono effettuate sempre nel menu, in momenti particolari del gioco in cui si decide di fare una cosa invece di un'altra.

### Capitoli
La storia è divisa in capitoli che scandiscono i vari momenti dell'anno scolastico:
1. The Sakura Dance At The Entrance Ceremony
2. Battle of Women
3. Day of Sakura and Manguro (Tuna)
4. Here Comes New Challengers!
5. Summer Camp Crisis
6. Summer Sea, Sea Wind and Starlight
7. Happy Birthday Reiko
8. Concerto in School Festival
9. Holy, Holy Night For You
10. Hot Springs Trip In New Year's
11. Most Important Valentine's Day
12. Then, Under the Sakura Tree...

## Personaggi
- Shuji Yamagami: è il protagonista del gioco, uno studente del primo anno della classe 1-A e sembra riscuotere un certo successo con le ragazze. È molto bravo nello sport ma si rifiuta di entrare in qualsiasi club, perché sostiene che dopo un po' gli sport lo annoino.

- Reiko Sawamura: è una ragazza del terzo anno, classe 3-A, che si scontra con Shuji il primo giorno di scuola. Pensa che sia un incontro voluto dal destino, e da quel momento cerca di convincerlo ad entrare nel club di nuoto, di cui fa parte. Le sue misure sono 84-58-84, ama nuotare e gli shōjo manga, odia gli insetti e le storie di fantasmi, il suo sogno è di vincere la medaglia d'oro alle olimpiadi.

- Kiyomi Shinfuji: è una ragazza del primo anno e compagna di classe di Shuji. Sebbene all'inizio lui non se lo ricordi, i due si erano già incontrati in passato e da allora lo stava cercando. Considera Shuji un ragazzo d'oro e vorrebbe che si iscrivesse al club di baseball di cui è la manager. Le sue misure sono 81-56-84, ama leggere e fare piani, odia alzarsi presto e la disorganizzazione, il suo sogno è di vincere il campionato di baseball.

- Mio Suzuki: è una ragazza del primo anno che incontra Shuji sotto un ciliegio, avvicinatasi perché incuriosita dal fatto che lui dormisse sotto l'albero. È una ragazza molto attiva e solare, e vorrebbe far iscrivere Shuji al club di tennis. Le sue misure sono 76-53-81, ama il tennis, i samurai e le gomme, odia il karaoke e i ragni, il suo sogno è di essere la migliore in tutto il Giappone.

- Shoko Nishino: è una ragazza del terzo anno, compagna di classe di Reiko. È piuttosto superficiale, e quando conosce Shuji si invaghisce di lui cercando di conquistarlo senza mezzi termini e volendo farlo iscrivere al club di calcio di cui è la manager. Le sue misure sono 81-58-84, ama il calcio, le bambole e la chiromanzia, odia studiare, il suo sogno è sposarsi. Il suo aspetto ricorda Shoko Inaba di Welcome to Pia Carrot, un'altra visual novel.

- Ruri Shiromizu: è una ragazza molto introversa e depressa. La sua ricca famiglia l'ha fatta trasferire un centinaio di volte in scuole diverse e lei ha reagito non volendo più aprirsi con nessuno. Si trasferisce nella classe di Shuji poco dopo l'inizio dell'anno. Le sue misure sono 81-56-84 e il suo aspetto ricorda Rei Ayanami di Neon Genesis Evangelion.

- Aki Hinagiku: è una ragazza del primo anno della classe 1-D, eterna rivale di Mio nel tennis, sebbene non sia mai riuscita a batterla. È una ragazza molto competitiva che comincia a prendere interesse per Shuji quando il ragazzo batte Mio in una partita. Ama il tennis e le persone forti, odia studiare, il suo sogno è di essere la migliore in tutto il mondo. Il suo aspetto ricorda Asuka Sōryū Langley di Neon Genesis Evangelion.

- Seia Yoshida: è una ragazza del primo anno, compagna di classe di Shuji. È una ragazza molto religiosa ed è cattolica, solitamente è silenziosa, ma è un leader nato: viene infatti eletta rappresentante di classe. È molto amica di Meimi da diversi anni ed è in un club che studia la Bibbia. Ama questo libro, lo zucchero filato e il latte, odia i cibi speziati e le prugne, il suo sogno è di diventare una suora. Il suo aspetto ricorda Seiya Mimori di Saint Tail.

- Meimi Nakano: è una ragazza del primo anno, compagna di classe di Shuji. È cocciuta e spesso discute con il ragazzo. È molto amica di Seia da diversi anni ed è nel club di ginnastica. Le sue misure sono 79-53-84, ama sua madre, il circo e i gelati, odia studiare, il suo sogno è di diventare una artista del circo come sua madre. Il suo aspetto ricorda Meimi Haneoka di Saint Tail.

- Kyoko Kobayashi: solitamente chiamata Kyoko-Sensei, è la coordinatrice della classe di Shuji. È una giovane insegnante di vedute molto aperte e che ama festeggiare ad ogni occasione. È inoltre il consigliere del club di tennis. Ama bere alcool e fare feste, odia gli esercizi e le persone fiscali. Il suo aspetto ricorda Misato Katsuragi di Neon Genesis Evangelion.

- Makoto Shimazaki: è un ragazzo del primo anno, compagno di classe di Shuji e suo amico. È un fan di tutto ciò che riguarda i militari, gli appostamenti, le coperture e simili attività. Ama fare giochi di sopravvivenza, le donne più vecchie e perseguire "il sogno di ogni uomo", odia le ragazze infantili e l'inglese, il suo sogno è di diventare commentatore militare. Il suo aspetto e le sue passioni ricordano Kensuke Aida di Neon Genesis Evangelion.

- Nobuyuki Yamagami: è il padre di Shuji, che il ragazzo stesso definisce un guardone e un "vecchio sporcaccione". Gestisce un negozio di elettronica sotto casa. Ama le donne (nude) e odia le persone fiscali, sogna che suo figlio diventi un uomo. Il suo aspetto ricorda Nobuyuki Masaki di Chi ha bisogno di Tenchi?.

- Hidemi Yamagami: è l'asfissiante e smielata madre di Shuji, di cui il ragazzo cerca sempre di evitare i baci che la madre dispensa ad ogni occasione. Ama il figlio e il marito, odia i bambini disubbidienti, sogna di vivere come vive ora per sempre.

- Shinji Shinfuji: è il fratello minore di Kiyomi e un ragazzo introverso con le persone che non conosce. Considera Shuji come un fratello maggiore. Ama cucinare e la musica, odia le persone che non conosce e l'educazione fisica, e sogna di diventare come Shuji.

- Tatsuhiko Saito: è l'affascinante preside della scuola di Shuji e il presidente del club degli eroi d'azione. Secondo Kyoko, lui è il motivo per cui la scuola è così strana. È infatti un uomo piuttosto eccentrico e appariscente. Ama la giustizia e la pace nel mondo, odia il vice preside e l'associazione dei genitori, sogna di creare una società senza crimine e di aiutare tutti i ragazzi a diventare uomini. Il suo aspetto ricorda Katsuhito Masaki di Chi ha bisogno di Tenchi?.

## Differenze tra le versioni e controversie
L'età dei personaggi è stata alterata durante la traduzione in inglese. Il protagonista maschile e molte delle ragazze avevano originariamente 15 o 16 anni, con solo due delle ragazze aventi 18 anni. Per evitare qualsiasi controversia relativa alle scene di sesso che coinvolgono le ragazze sotto la soglia dell'età di consenso di 18 anni in molti stati degli USA (mentre in Giappone è 14), la JAST cambiò l'età dei personaggi portandola a un minimo di 18 anni, asserendo che la scuola che frequentavano, la Kotobuki Preparatory School, fosse un istituto speciale di preparazione per l'università. Tuttavia all'inizio del gioco, quando Shuji si presenta "pensando" a sé stesso, dice di avere sedici anni. Eppure, subito dopo, afferma che nella sua scuola sono tutti sopra i diciotto anni. Tale errore è stato corretto nella JAST USA Memorial Collection, dove quando si presenta Shuji dice di avere diciannove anni. In un'immagine di Mio, durante il periodo al mare, si può invece notare sul suo costume che la sua classe è la 3-A e non la 1-E come detto durante il gioco. Non si tratta di un errore, ma del fatto che nell'originale Mio fosse un anno più giovane di Shuji, quindi nella terza classe di grado inferiore.
Nella traduzione inglese inoltre si perdono alcuni riferimenti non traducibili. All'inizio del capitolo 2, per esempio, Shuji afferma di aver scelto il club "Going home after school" (nell'originale Kitakubu (帰宅部?, let. Gente che va a casa)). Tale espressione è un eufemismo usato in Giappone per definire gli studenti che non vogliono iscriversi a nessun club sportivo. Il titolo del capitolo 5 "Summer Sea, Sea Wind and Starlight", nell'originale è "Umi, Fū, Hikaru", che altro non sono che i nomi delle protagoniste di Magic Knight Rayearth a cui rispettivamente Reiko, Kiyomi e Mio sono ispirate. Il riferimento si perde dunque nella traduzione non essendoci il riferimento diretto ai nomi dei personaggi.